# Selliguea pellucidifolia
Selliguea pellucidifolia är en stensöteväxtart som först beskrevs av Bunzo Hayata, och fick sitt nu gällande namn av S.G.Lu, Hovenkamp och M.G.Gilbert. Selliguea pellucidifolia ingår i släktet Selliguea och familjen Polypodiaceae. Inga underarter finns listade.